# Benjamin Freidenberg
Benjamin Freidenberg (12 marzo 1980) è un regista e sceneggiatore israeliano.

## Biografia
Freidenberg si è laureato con il massimo dei voti alla Scuola di Cinema e Televisione Sam Spiegel di Gerusalemme (2003-2008). I suoi film sono stati proiettati in numerosi musei e festival, compreso il Festival di Locarno, il MoMA, il Festival Cinematografico di Gerusalemme, ed altri ancora.
Fra il 2010 e il 2016 ha gestito il contenuto alla Judaica Division Images Collections dell'Università di Harvard, che conta circa un milione di immagini dalle origini della fotografia, a metà del 19º secolo, fino alla fine del 20º secolo.
Dal 2016 ha lavorato come direttore del contenuto e della conservazione dell'archivio del produttore e regista Micha Shagrir alla Cineteca di Gerusalemme.
Freidenberg ha fondato l'Unione dei Cineasti di Gerusalemme (ONG) nel 2017 e ha diretto l'organizzazione fino al 2021.
Dal 2019 è un docente al Dipartimento di Animazione e Cinema alla Accademia di belle arti Bezalel di Gerusalemme.

## Filmografia

### Regista
- Karl Marx. The Activist (documentario integrale, Il film è stato trasmesso su KAN a maggio 2023)[6][7].
- Via Etiopia (Ethiopia Street) (cortometraggio documentario, Scuola di Cinema e Televisione Sam Spiegel, 2013).
- Giro Guidato (Guided Tour) (cortometraggio, Scuola di Cinema e Televisione Sam Spiegel, 2009).[8]
- Sala Prove (Rehearsal Room) (video-danza in collaborazione con il coreografo Iris Erez, Scuola di Cinema e Televisione Sam Spiegel, 2007).
- Journal (Cortometraggio, Scuola di Cinema e Televisione Sam Spiegel, 2007).
- Una Via Tranquila (A Quiet Street) (cortometraggio documentario, Scuola di Cinema e Televisione Sam Spiegel, 2006).

### Dipartimento Casting
- "Figlio di Saul" ("Son of Saul") (Ungheria, 2015, vincitore del Premio Oscar come Miglior Film Internazionale).[9][10]

### Sceneggiatore
- 'Wafa' – serie TV (in produzione) in collaborazione con il regista e sceneggiatore Ihab Jadallah.[11]
- Karl Marx. The Activist (documentario integrale, Il film è stato trasmesso su KAN a maggio 2023mandato in onda l'11 maggio 2023)).
- Via Etiopia (Ethiopia Street) (cortometraggio documentario, Scuola di Cinema e Televisione Sam Spiegel, 2013).
- Giro Guidato (Guided Tour) (cortometraggio, Scuola di Cinema e Televisione Sam Spiegel, 2009).
- Journal (Cortometraggio, Scuola di Cinema e Televisione Sam Spiegel, 2007).
- Una Via Tranquila (A Quiet Street) (cortometraggio documentario, Scuola di Cinema e Televisione Sam Spiegel, 2006).

### Premi
- Premio della società di produzione WestEnd al Laboratorio di Serie (Series Lab) Sam Spiegel in collaborazione con Netflix (2022).[12]
- Premio del Fondo di Cinema e Televisione (Jerusalem Film and Television Fund) di Gerusalemme - Laboratorio Cinematografico Sam Spiegel (2013)[13].
- Premio ARTE per Regista Promettente - Pitchpoint del Festival Cinematografico di Gerusalemme (2012).
- Premio per il migliore cortometraggio - Festival Cinematografico di Gerusalemme (2009).
- Associazione Internazionale del Cinema CILECT, Premio delle Scuole Audiovisive e dei Media (2009)[14].
- Premio per il Miglior Film - Concorso internazionale del Festival di cinema studentesco di Tel Aviv (2010).